# 動畫工作室
動畫製作公司（英語：Animation Studio）是指以動畫媒體的實際製作為業務的公司。

## 簡介
可分為從企劃、製作到製作總承包；從原承包製作公司接受工作並進行製作業務的統包工作；按照作畫、背景美術、攝影等製作工序承包工作的專門工作室等多種類型。
動畫製作公司擁有自身所創造/持有虛擬角色的商品營銷和創意權，正如同創作者擁有版權一樣。在早期的一些案例中，他們還擁有某些工作室用於提高生產力的動畫製作方法的專利權。

## 美國動畫工作室
成立一間轉為製作動畫而生的工作室的想法是由Raoul Barré和他的工作室Barré Studio率先提出的，Barré工作室與比爾·諾蘭共同創立，擊敗了J.R.布雷創建的工作室Bray Productions，成為第一家致力於動畫產業的工作室。

## 日本動畫工作室
第一個已知的日本動畫的例子，也被稱為動漫，是在1917年左右出現的，但直到1956年，日本的動畫產業才成功地采用了在美國使用的工作室模式。1961年，這些作品開始在美國播出。東映動畫公司成立於1948年，是日本第一家重要的動畫工作室，見證了動畫師作為獨立動畫藝術家的減少。

## 動畫師的合約
雖然工作室有長期/全職的職位，但大多數動畫師是以合同形式工作的。有一些動畫師被認為是工作室的核心成員，這可能是由於他們從公司成立之初就在那裏工作，或者是從其他動畫工作室招聘的人才。這些是動畫工作室中比較有保障的職位，盡管工作室可能有關於動畫師的可能任期的政策。由於現在工作室可以以雇傭的方式雇用動畫師，許多藝術家並不像一些早期的動畫師那樣保留對其創作的權利。這些版權的範圍受當地知識產權的製約。
動畫師還必須了解動畫工作室所受管轄的合同法和勞動法的普遍性。在著名的特許經營權的版權問題上，已經發生了許多法律爭論，如《功夫熊貓》和《海綿寶寶》。這是因為版權合同中的條款規定，一個想法不能被保護，只有實際的作品才能被說成是侵權的。這意味著，盡管動畫師可能已經向動畫工作室提出了關於某些角色和情節的想法，但這些想法本身並不能得到保護，並可能導致工作室從個別動畫師的想法中獲益。然而，這並沒有阻止許多獨立藝術家對不同工作室製作的角色提出索賠。